# Osadnik

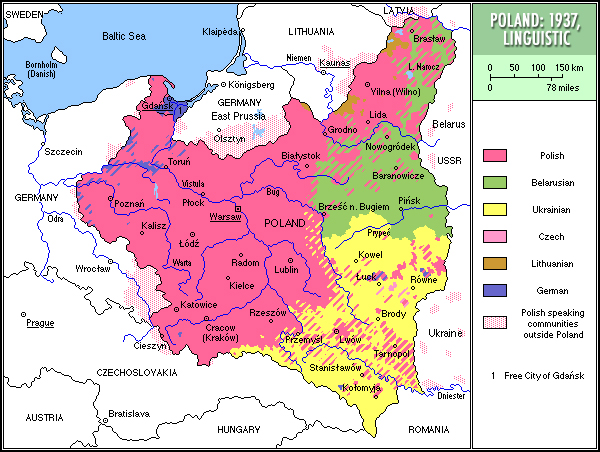
Carte ethnographique de la Pologne en 1937.

Un osadnik (au pluriel : osadniki) (russe : оса́дники et polonais : osadnicy) ou poselenets est un colon polonais, un membre des forces armées polonaises ayant démissionné par exemple, ou encore un citoyen ordinaire de la Deuxième république de Pologne, qui reçoit, après la Guerre soviéto-polonaise (1919-1921) et dans les années qui suivent celle-ci, des terres en Ukraine occidentale ou en Biélorussie occidentale où il peut s'installer avec les membres de sa famille.

## Histoire
Ces osadniki furent l'un des facteurs de « polonisation » des territoires cédés à la Pologne par le paix de Riga, en 1921,. Au cours des années 1919 à 1929, 77 000 osadniki polonais ont reçu de l'État polonais 600 000 hectares de terres qui avaient appartenu, sous l'Empire russe, à des propriétaires expropriés ou assassinés avec leurs familles durant la guerre civile russe ou sous la République socialiste soviétique lituano-biélorusse. La taille des parcelles reçues pour chaque famille d’osadniki était d'environ 12 à 18 hectares, sans jamais pouvoir dépasser la taille de 45 hectares. Selon l’Encyclopédie de l'histoire de la Biélorussie, durant la période 1921 à 1939 ce sont pas moins de 300 000 osadniki qui se sont installés en Biélorussie sur les terres distribuéesselon d'autres données 320 000 (ru),.
Selon les données du NKVD, quelques mois après l'invasion soviétique de la Pologne, à partir du 2 décembre 1939, il restait encore 3 998 familles polonaises installées en Biélorussie occidentale et 9 436 familles en Ukraine occidentale,
Julius Margolin, écrivain juif biélorusse originaire de Pinsk remarque que ces osadniki renforçaient à l'origine l'élément ethnique polonais dans les provinces de l'Est et soutenaient l'État polonais, auquel ils étaient redevables. Mais en vingt ans, ils se rapprochèrent de la population locale biélorusse et leurs enfants apprirent le biélorusse. Pour Margolin, la population locale n'aurait pas fait de mal à ces colons polonais, agriculteurs comme eux, mais le pouvoir soviétique venu de l’extérieur les qualifia d'« ennemis de classe » et le NKVD les expropria, déporta (notamment en 1939-1941) et expulsa (à l'issue de la guerre),. Après l'annexion des territoires de la Biélorussie occidentale (appelés les kresy) en 1939, les osadniki sont considérés comme des criminels dans le régime pénal soviétique. Le terme osadnik est, comme koulak avant lui, synonyme d’« ennemi du peuple » et d’« exploiteur ». Cette classification juridique et son application ont entraîné la déportation de 90% des osadniki pendant la guerre et l'expulsion de 10% d'entre eux vers la Pologne en 1944-1945.
Selon les archives du NKVD, 27 000 familles, en moyenne de 5 à 6 personnes par famille, sont déportées et dispersées par le pouvoir soviétique en Sibérie, au Kazakhstan dans les zones désertiques autour de Djezkazgan et dans les zones de développement forestier de l'URSS dans l'oblast de Kirov, l'oblast de Perm, l'oblast de Vologda, l'oblast d'Arkhangelsk, l'oblast d'Ivanovo, l'oblast de Iaroslavl, l'oblast de Novossibirsk, l'oblast de Sverdlovsk, l'oblast d'Omsk, le kraï de Krasnoïarsk et le kraï de l'Altaï et en République socialiste soviétique autonome des Komis,.
Le terme osadnik fut également utilisé après 1945, quand la Pologne reçut, en échange de ses territoires de l'Est annexés par l'URSS (172 171 km2), des territoires à l'Ouest où vivaient des Allemands avant 1945 et qui lui sont cédés par l'Allemagne, à la suite de sa défaite (96 460 km2). À partir de 1945, ces nouveaux osadniki de l'Ouest sont des Polonais provenant d'autres régions de Pologne et des zones occidentales de l'Ukraine et de Biélorussie, mais aussi des Ruthènes, des Lemkos et autres Ukrainiens : ce fut l’« opération Vistule ».

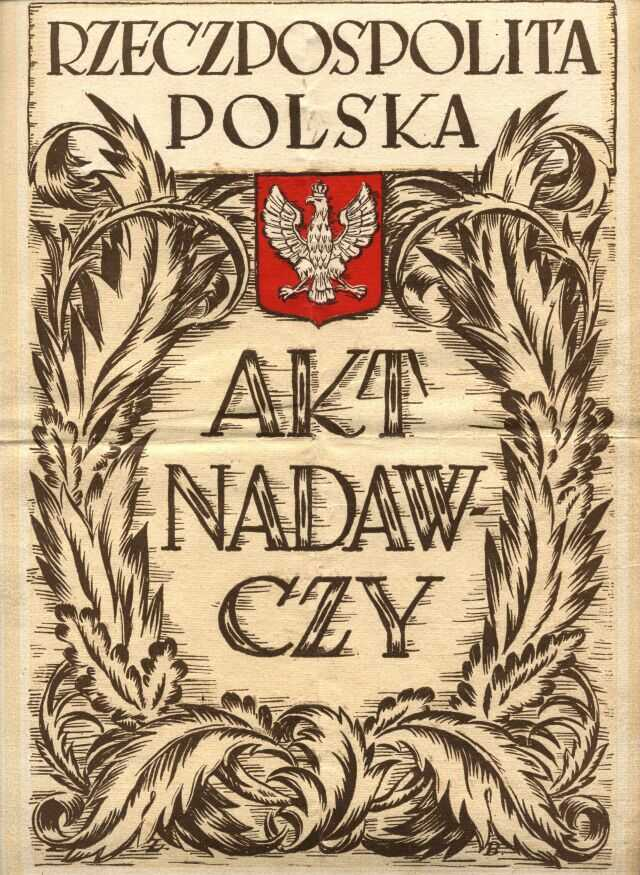
Document datant de 1923 attestant de la propriété de terres reçues en Biélorussie ou Ukraine occidentales.